# Paha-Valkeainen
Paha-Valkeainen och Hyvä-Valkeainen, eller Valkeaiset är sjöar i Finland. De ligger i kommunen Posio i landskapet Lappland, i den norra delen av landet, 700 km norr om huvudstaden Helsingfors. Paha-Valkeainen ligger 243,3 meter över havet. Den är 5,5 meter djup. Arean är 40,1 hektar och strandlinjen är 3,83 kilometer lång. Sjön  ingår i Ijo älvs huvudavrinningsområde. 